# حيث يلتقي الجبل بالقمر (رواية)
حيث يلتقي الجبل بالقمر هي رواية خياليّة ومغامرة للأطفال مستوحاة من الفولكلور الصّيني. كُتب ورُسمه بواسطة جريس لين ونشر عام 2009.  حصلت الرّواية على جائزة نيوبري الشرفية لعام 2010  وجائزة الخيال الأسطوري لعام 2010 لأدب الأطفال.  تمّت ترجمته إلى الصينية والفرنسية والعبرية والرومانية والكورية والسلوفينية.

## حبكة
بجوار جبل أجرد، يمرّ نهر اليشم، تقع قرية فقيرة مغطّاة بالطّين تُعرف باسم قرية جبل فروتلس، يعيش بطل الرّواية مينلي. مينلي هي فتاة صغيرة تبلغ من العمر عشر سنوات تتمتّع بروح سريعة ومتحمّسة، ومستعدّة دائمًا لـ ما تستمتع به بشكل خاص هو قصص والدها، والّتي غالبًا ما تُروى على مائدة العشاء. وبدلاً من ذلك، تحتقر والدة مينلي، ما، القصص الّتي يرويها با، وتشعر أنّها مجرّد "هراء". كما أنّها مليئة بالمرارة والاستياء بسبب فقرهم.
جميع القرويّين، إلى جانب عائلة مينلي، فقراء جدًا أيضًا، الزّراعة صعبة في الأراضي الصّلبة والجافّة نظرًا لكون جبل فروتلس هو القلب المكسور والوحيد لتنّين اليشم الخالد، وهو التّنين الّذي كان يجلب المطر إلى الأرض ذات يوم. بالإضافة إلى ذلك، بالكاد يوجد ما يكفي من الأرز لإطعام النّاس هناك، مما دفع مينلي إلى تنمية الرّغبة في الحظّ الجيد.
أثار استياء ما، إنفاق مينلي أموالها الثّمينة على سمكة ذهبيّة. اتّضح أن السمكة الذّهبية يمكنها التّحدث عندما يريد النّاس سماعها. قرّرت أن تترك الأمر بسبب مدى مرارة الأمر. عندما تفعل ذلك، تخبرها السّمكة الذّهبية بالاتجاهات إلى جبل لا نهاية له، حيث يعيش الخالد الحكيم المعروف باسم رجل القمر العجوز. وفقًا للسّّمكة الذهبية، يستطيع الرّجل الحكيم الإجابة على سؤال مينلي حول كيفيّة جلب الحظّ السّعيد لعائلتها والقرية. في اليوم التّالي، انطلقت مينلي لتحرير السّمكة الذّهبية حتى لا تثقل كاهل والديها أكثر، وغادرت القرية لتجد "رجل القمر العجوز". عندما اكتشف والداها أنّها رحلت، حاولا البحث عنها، لكن بائع السّمكة الذّهبية أوقفهما وطلب منهما الثّقة في مينلي. في هذه الأثناء، تنام مينلي طوال الليل في الغابة، لتستيقظ لتجد تنينًا محاصرًا، فتنقذه. لقد أصبحوا أصدقاء، وعرضت التنين أن يكون جوادها في الرحلة، على الرّغم من حقيقة أنه لا يستطيع الطّيران، على عكس التّنانين الأخرى. يكشف التنين أيضًا أنه ولد من لوحة وجاء إلى الحياة عندما رسمت عينيه.
على طول الطّريق، يواجهون قرودًا أنانية، تمكّنت مينلي من خداعها للسّماح لهم بالمرور، ويدخلون معًا مدينة ضوء القمر السّاطع، حيث يترك مينلي دراجون في كهف ويلجأ إلى منزل الصّبي. الصّبي فقير وليس لديه سوى جاموسة ولكنّه يساعدها في العثور على الملك، الذي يمتلك سطرًا مستعارًا من النّص، وهو أمر ضروريّ للعثور على رجل القمر العجوز. تلتقي بالملك في النّهاية، ويتخلى عن طيب خاطر عن الخط المستعار، والّذي تمّ الكشف عنه على أنّه صفحة من كتاب الحظ، وهو كتاب أسطوري يحكي عن الأقدار ولا يمكن قراءته إلا من قبل القوم الخالدين. خارج المدينة، يحصل التنين أيضًا على سلسلة حمراء من المصير تُستخدم لربط الأشخاص المقدّر لهم الالتقاء والزّواج معًا، والّذي يعتقد أنّه الخط المستعار. ثمّ يلتقي الاثنان وبعد أن رويا مغامراتهما، انطلقا مرّة أخرى في حيرة بشأن الخطّ الحقيقي المستعار.
في هذه الأثناء، في قرية جبل فروتلس، قررت با وما العودة إلى المنزل وانتظار مينلي، وخلال هذا الوقت، تشعر ما بالندم لأنها كانت مستاءة للغاية عندما كان لديها بالفعل كنزها الثّمين: ابنتها.
في الرّحلة، يحاول التنين حماية مينلي من النمر الأخضر السّام، لكنّه يصاب أثناء هذه العملية وكان سيموت لو لم تطلب مينلي المساعدة من قرية مطر القمر القريبة. الجد، جونج، يعطي دواء التنين الذي يمكن استخدامه كشاي. تمكّنت مجموعة من التّوائم من القرية من خداع النمر الأخضر في بئر مهجورة وفي اليوم التّالي اصطحب مينلي والتنين إلى جبل لا ينتهي أبدًا، والذي تبيّن أنّه لا يبعد سوى رحلة يوم واحد من القرية. يوضح التّوأم أن اسم قريتهما يرجع إلى هطول البذور الّتي تتساقط من القمر كل ليلة، ممّا يسمح للأشجار المزهرة أن تزهر هناك. توفّر أزهار الأشجار المزهرة أيضًا الترياق لسم النمر الأخضر الذي أنقذ التنين. باستخدام السّطر المستعار من النص وخط القدر، يقوم المغامرون بخياطة طائرة ورقية تمتدّ إلى جسر، ويذهب مينلي بمفرده للقاء رجل القمر العجوز. ومع ذلك، أخبرها أنّه يمكنها طرح سؤال واحد فقط. بعد التفكير في اختياراتها، اختارت مينلي أن تطرح عليه سؤال دراجون: لماذا لا يستطيع الطيران؟ يأمرها الرجل العجوز بإزالة صخرة من رأس التنين ممّا يمنعه من الطّيران. لقد فعلت ذلك، وعلى الفور يستطيع التّنين الطّيران. يسافرون معًا إلى منزلهم في قرية مينلي. تبيّن أن "الصخرة" هي لؤلؤة التنين المرغوبة، والّتي تجلب ثروة هائلة لقريتها. بسبب تضحية مينلي لمساعدة صديق، تحصل هي وعائلتها على كل ما كانوا يأملون فيه.

## استقبال
صرحت جينيفر روتشيلد من مجلة تدعى School Library Journal في مراجعتها: "كتابة المؤلف أنيقة، ورسومها التّوضيحية بالألوان الكاملة مذهلة."
قال أندرو ميدلار من Booklist : "لين يخلق بطلة قويّة لا تُنسى وأرضًا غامضة. سوف يحتضن الأطفال هذه القصة." 

## تتمة
نشرت الرواية بعنوان نهر السماء المرصع بالنجوم في 11 فبراير 2014 ، وفي 20 أغسطس 2015، أعلن لين عن تكملة الرّواية بعنوان عندما يتحوّل البحر إلى الفضّة . صدر الكتاب الجديد في 4 أكتوبر 2016. 

## الأداء المسرحي
أجري تعديل مسرحيّ بناءً على كتاب لين في مسرح عائلة ويلوك في بوسطن، في أبريل 2014. قام ببطولة الأداء كارولين وركمان في دور مينلي، ومايكل تو في دور الرّاوي/ مينلي با، وأخرجته جين ستاب.

## روابط خارجية
- حيث يلتقي الجبل بالقمر على موقع المؤلف

1. ↑  Renee Greenfield and Jennifer Rabold. "Where The Mountain Meets The Moon," Journal of Education 191.1 (2011): 77. Academic Search Complete. Web. 27 Oct. 2015.